# Карпенко Іван Федорович
Іван Федорович Карпенко (1892, Російська імперія — ?) — радянський діяч судової системи, голова Дрогобицького обласного суду.

## Життєпис
З 1919 року служив у Червоній армії, учасник громадянської війни в Росії.
Член ВКП(б).
У грудні 1939 — липні 1941 року — голова Дрогобицького обласного суду.
Під час німецько-радянської війни перебував в евакуації.
У серпні 1944 — 1949 року — голова Дрогобицького обласного суду.
Подальша доля невідома.

## Звання
- майор

## Нагороди
- орден Трудового Червоного Прапора (23.01.1948)
- медалі